# BOARDING
「BOARDING」（ボーディング）は、2001年2月7日にリリースされたT.M.Revolution15枚目のシングル。発売元はアンティノスレコード。

## 概要
- 浅倉大介がプロデュースを手掛けた最後の作品。以降は西川のセルフプロデュースとなる（ただし、浅倉は以後も作曲・編曲・音楽プロデュースを手掛ける）。
- 累計売上は12.1万枚（オリコン調べ）を記録した[1]。
- タイトル曲「BOARDING」は読売テレビ・日本テレビ系ドラマ『別れさせ屋』主題歌、カップリング「BRIGADE」はディズニー映画『ダイナソー』インスパイアソングに使用された。
- セルフカバーアルバム『UNDER:COVER』のファン投票では14位にランクインし、同作にセルフカバー版が収録された。なお、セルフカバー版は原曲よりもテンポが遅く、キーが半音下げられている。
- テレビ番組では西川がアコースティック・ギターを持って歌うことが度々あった。

## 収録曲
全曲作詞：井上秋緒　作曲・編曲：浅倉大介
1. BOARDING
出版社：読売テレビエンタープライズ
2. BRIGADE
出版社：ソニー・ミュージックアーティスツ

## 収録アルバム
- B★E★S★T（#1）
- coordinate（#1、#2）
  - #1は、「phase shift armoured version」として収録。
- UNDER:COVER（#1,セルフカバー）
- 1000000000000（#1）

| 前奏・A・Bメロ1 | 前奏・A・Bメロ1 | → | サビ1・間奏1A | サビ1・間奏1A | → | 間奏1B・A・Bメロ2 | 間奏1B・A・Bメロ2 | → | サビ2 - 大サビ | サビ2 - 大サビ |
|                 | ロ長調 (B)      | → |               | イ長調 (A)    | → |                   | ロ長調 (B)        | → |                | イ長調 (A)     |